# 높은 성의 사나이
높은 성의 사나이 또는 높은 성의 사내(영어: The Man in the High Castle)는 미국의 과학 소설가 필립 K. 딕의 대체 역사 소설 작품이다. 대체 역사 속 제2차 세계 대전 종전 후 15년이 흐른 1962년을 배경으로, 소설은 승전한—일본 제국과 나치 독일 등—추축국들 사이의 음모와 구 미국 지역 통치, 전체주의 체제하의 일상을 다룬다. 소설은 이후 2015년에 TV 드라마화되었다. 높은 성의 사나이는 1963년 휴고상 최우수 장편상 수상작이기도 하다.
대한민국에는 시공사 그리폰 북스 6권 높은 성의 사나이라는 제목으로 출간되었으며, 폴라북스의 필립 K. 딕 걸작선의 4권 높은 성의 사내라는 제목으로 재간되었다.

## 배경

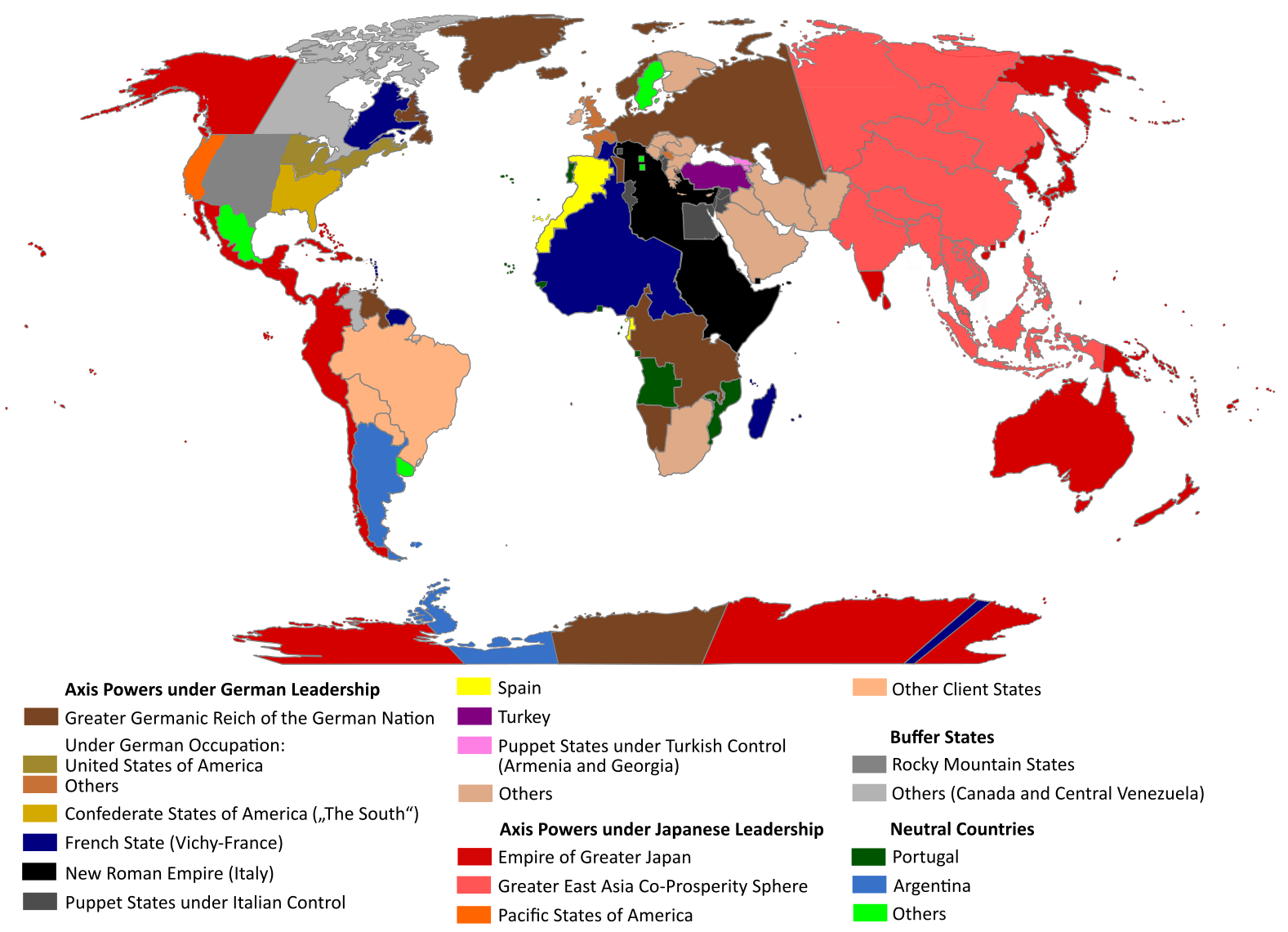
작중의 세계

높은 성의 사나이는 간단히 말해, "제2차 세계 대전의 승전국인, 독일과 일본에 의해 분할된 세계의 가상적인 모습"이다.
소설 속 대체 역사에서, 미국 대통령 재선 당선자 프랭클린 D. 루스벨트가 1933년 2월 15일 주세페 장가라에 의해 암살당해, 미국의 대공황과 고립주의가 제2차 세계 대전 개전 때까지 계속되게 된다. 아돌프 히틀러는 나치 독일을 이끌며 유럽의 대부분과 소련을 정복하고, 유대인, 집시, 슬라브족 등을 말살한다. 한편, 일본 제국은 중국 대륙을 점령하고 인도와 오세아니아를 손에 넣는다. 나치 독일은 이탈리아 왕국이 아프리카의 대부분을 정복하게 돕는다. 일본이 미국 서부를 침공하고, 독일이 미국 동부와 남아메리카를 침공한다. 1947년, 미국과 남은 연합국들이 추축국에 항복하며 전쟁이 끝난다.
1960년대, 일본 제국과 나치 독일은 양대 초강대국이며, 일본은 구 미국 서부 지역에 "태평양연안연방"을 수립하고, 로키산맥 지역은 나치 독일에 점령된 미국 동부와 태평양연안연방 사이의 중립 완충 지대로 남아 있다. 캐나다는 독립을 유지하고 있다.
히틀러는 아직도 살아 있지만 매독으로 인해 정상적인 생활이 불가능해졌고, 마르틴 보어만이 독일 총통에 오르게 된다. 또한 요제프 괴벨스, 라인하르트 하이드리히, 헤르만 괴링, 아르투어 자이스잉크바르트 등의 당 지도자들이 그 자리를 위해 경쟁하고 있다. 나치 독일은 농지를 넓히기 위해 지중해의 물을 빼고, 수소폭탄과 여객용 로켓을 개발하고, 달, 금성, 화성을 식민지화한다. 작중 배경은 주로 태평양연안연방 샌프란시스코인데, 이곳에서 중국인들은 2등 국민으로, 흑인들은 노예로 각각 다루어진다.

## 줄거리
일본 제국과 나치 독일이 제2차 세계 대전에서 승전한 후 15년이 흐른 1962년, 로버트 칠던은 샌프란시스코에서 미국 물건 수집에 혈안이 된 일본인들을 받는 골동품점을 운영한다. 칠던은 바이네스라는 스웨덴 기업가에게 줄 방문 선물을 찾는 일본 무역대표부 소속 고위관료 다고미 노부스케로부터 온 전화를 받는다. 칠던의 가게는 금속 주조 회사인 윈덤 맷슨 코퍼레이션과 거래하고 있다. 자신이 제2차 세계 대전에 참전했던 유대인임을 숨기고 살아가는 프랭크 프링크(본명 프랭크 핑크)는 윈덤 맷슨 코퍼레이션에서 해고된 후, 예전 직장 동료와 함께 귀금속 공예 사업을 시작한다. 한편, 로키산맥 중립 완충 지대의 콜로라도주 캐넌시티에서 유도 강사로 일하는 프링크의 이혼한 전처 줄리아나는, 조 치나델라라는 이탈리아인 트럭 운전수이자 참전용사와 만나게 된다. 소설 전체에 걸쳐, 여러 등장 인물들이 주역의 점괘를 이용해 중요한 결정을 하곤 하며, 각국에서 금서가 되지만 그래도 유명한, 독자들의 놀람과 흥미를 불러일으키는, 연합국이 제2차 세계 대전에서 승리한 대체 역사를 다루는 메뚜기는 무겁게 짓누른다라는 소설을 읽고 있다.
프링크는 윈덤 맷슨 코퍼레이션이 칠던에게 위조 골동품을 남품해 왔다는 것을 알고서, 윈덤 맷슨 코퍼레이션 측에 자신의 새 귀금속 사업을 도와달라고 압박한다. 다고미와 바이네스는 만나서 일본에서 올 또 하나의 사람을 기다린다. 이때 갑작스럽게 마르틴 보어만 총통의 사망 뉴스가 전해진다. 칠던은 프링크의 금속 공예품을 시험적으로 위탁 판매하기 위해, 프링크의 귀금속에 깊은 '오(悟)'가 담겨 있다고 믿는 일본인 고객을 방문한다. 줄리아나와 조는 콜로라도주 덴버로 가게 되고, 조는 갑자기 샤이엔에 거주한다고 추측되는 일명 '높은 성의 사나이'인, 메뚜기는 무겁게 짓누른다의 저자 호손 아벤젠을 만나러 가기로 한다. 이때, 요제프 괴벨스가 독일의 새 총통에 오른다.
당을 배반한 루돌프 베게너로 그 정체가 밝혀지는 바이네스와 다고미는 SS국가지도자 보안국 요원들에게 쫓기는 와중 마침내 일본 장군과 만나게 된다. 베게너는 장군에게 괴벨스가 승인한, 일본의 모든 것을 쓸어버리기 위해 일본 열도에 기습 핵공격을 가한다는 내용의 독일의 민들레 작전에 대해 경고한다. 프링크가 자신이 유대인임을 들켜 체포당하는 와중에, 베게너와 다고미가 보안국 요원들에게 공격을 당하고, 다고미는 구형 미국 권총으로 그들을 제압한다. 한편 콜로라도에서, 조는 아벤젠을 방문하기 직전에 줄리아나에게 자신이 아벤젠을 살해하려 한다는 것을 들키게 된다. 조는 자신이 스위스 출신이며 나치 독일에서 보낸 암살자임을 털어놓는다. 줄리아나는 조와 싸우다 그에게 부상을 입히고 아벤젠에게 위험을 경고하기 위해 출발한다.
베게너는 독일로 돌아가고, 다고미는 자신이 총격에 사용한 총을 팔기 위해 칠던에게 향한다; 다고미는 프링크의 귀금속에서 기운을 느끼고 충동적으로 그것을 사게 되고, 이후 잠시 동안 연합국이 승리한 대체 역사 속의 샌프란시스코를 경험하는 알 수 없는 영적 체험을 하게 된다. 다고미는 이후 귀금속의 출처를 알지 못하는 채로 독일 관리가 프링크를 석방하게 만들게 된다. 샤이엔에 도착한 줄리아나는 아벤젠을 만나 소설에 영감이 된 것에 대해 질문하고, 아벤젠은 메뚜기는 무겁게 짓누른다의 줄거리를 짜기 위해 주역의 도움을 받았다고 답한다. 아벤젠을 만나고 떠나기 직전, 줄리아나는 주역을 통해 일본과 독일이 제2차 세계 대전에서 패전한 실제의 "현실"이 책 속의 "현실"에 담겨 있음을 암시한다.

## 메뚜기는 무겁게 짓누른다
높은 성의 사나이의 몇몇 등장 인물들이 제목을 성서에서 따 왔다는
호손 아벤젠의 대중 소설 메뚜기는 무겁게 짓누른다를 읽는다. 메뚜기는 무겁게 짓누른다는 추축국이 제2차 세계 대전에서 패배한 대체 역사 세계관을 다루는 작중작이다. 이러한 이유로 독일에서는 점령된 미국에서 소설을 금서로 지정했지만, 태평양연안연방과 중립국에서는 널리 읽히고 있다.
메뚜기는 무겁게 짓누른다에서는 루스벨트 대통령이 암살 시도에서 살아나 2번의 임기를 거친 후 물러난다. 다음 대통령 렉스포드 터그웰은 진주만에서 모든 함정을 내보내 미국 함대가 공습으로부터 살아남게 한다. 영국은 북아프리카에서 롬멜을 물리치고 터키를 통과하며 진격해 스탈린그라드 전투에서 승리한다;이탈리아는 동맹을 깨뜨리고 연합군 쪽으로 넘어가 배반자가 된다;영국 전차들은 베를린으로 진격한다; 전쟁이 끝난 뒤, 히틀러와 나치 독일 지도자들은 전범으로 재판을 받고, 히틀러는 마지막으로 "독일이여, 여기 내가 있다."라는 말을 남긴다.
전후, 윈스턴 처칠은 영국의 총리직을 유지하며, 대영 제국도 유지된다. 소련은 실패를 겪는다. 미국은 장제스의 중국과 경제적 협력을 맺는다. 대영 제국은 1950년대에 인종 문제를 해결한 미국과 달리 독재 국가가 되어간다. 미국과 영국은 인종적, 문화적 차이로 인해 서로 갈등을 겪게 된다. 소설의 결말은 직접 인용되지는 않지만, 작중 조 치나델라가 영국이 이기면서 끝난다고 말한다.

## 같이 보기
- 제2차 세계 대전의 추축국의 승리
- 비명을 찾아서
- 2009 로스트 메모리즈
- 당신들의 조국